# Robert Graettinger

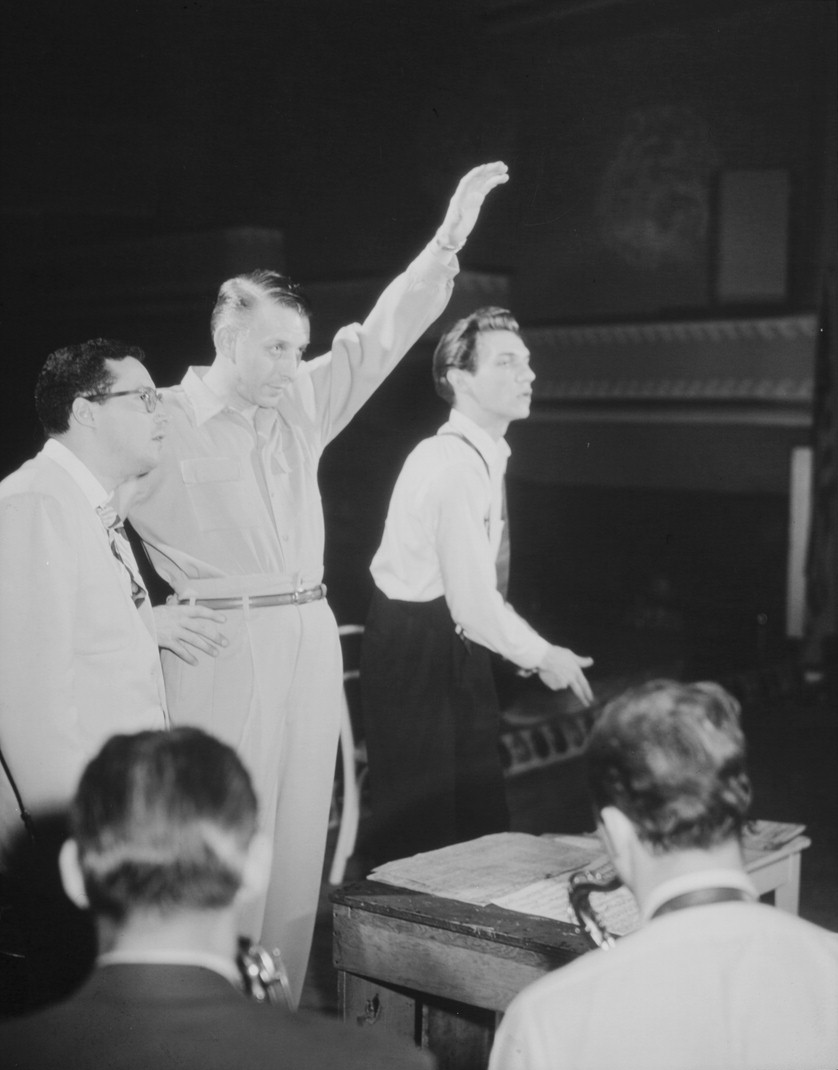
(Von rechts:) Robert Graettinger, Stan Kenton und Pete Rugolo vor der Kenton Band
Foto: William P. Gottlieb (1947 oder 1948)

Robert Frederick Graettinger (* 31. Oktober 1923 in Ontario (Kalifornien); † 12. März 1957 in Los Angeles) war ein US-amerikanischer Komponist und Arrangeur, der hauptsächlich durch seine Arbeiten für Stan Kenton bekannt ist.

## Leben und Werk
Graettinger studierte an der Westlake School of Music in Los Angeles und begann als Altsaxophonist und Arrangeur in Tanzorchestern. Dann war er unter anderem bei Benny Carter, Bobby Sherwood, Alvino Rey und Johnny Richards tätig. Er verlegte sich vorrangig auf das Komponieren. 1947 bot er Stan Kenton seine Komposition Thermopylae an. Bis 1953 trug er weiterhin zum Repertoire von Kentons Innovations Orchestra bei; zu dieser Zeit studierte er Komposition bei Russell Garcia. Weitere Kompositionen wie This Modern World, House Of Strings, Incident In Jazz und City of Glass wurden zunächst sehr zwiespältig vom Publikum aufgenommen. Jahrzehnte danach führten genau diese Werke dazu, dass Graettinger eine späte Anerkennung zukam. „Niemand zuvor hatte solch komplexe Arrangements geschrieben, nie zuvor hatte sich jemand so originell und souverän an der Grenzlinie zwischen Jazz und klassischer Musik entlang bewegt.“ Graettinger starb mit nur 33 Jahren an Lungenkrebs.
Auf Initiative von Gunther Schuller wurde ein Teil der Werke von Graettinger mit der niederländischen Ebony Band wieder aufgeführt. Neben den von Kenton aufgeführten Kompositionen und Arrangements von Klassikern handelt es sich auch um bis dahin unaufgeführte Kompositionen. Graettingers Kompositionen eines symphonischen Third Stream zeichnen sich durch eine interessante Polystilistik mit polyphonischer Dichte und atonalen Passagen aus. Kentons Einspielung von City of Glass wurde 1998 in die Wireliste The Wire’s “100 Records That Set the World on Fire (While No One Was Listening)” aufgenommen.

## Diskografie
Mit Stan Kenton:
- Thermopylae (78) 1947
- Everything Happens To Me (78) 1947
- A Concert in Progressive Jazz (darauf „Thermopylae“)
- Innovations in Modern Music (darauf „Incident in Jazz“) 1950
- Kenton Presents (darauf „House of Strings“) 1950
- City of Glass (10") 1951
- The Kenton Era (darauf „Modern Opus“ und „You Go to My Head“) 1952
- City of Glass/This Modern World 1953

The Ebony Big Band:
- City of Glass: Robert Graettinger 1994
- The Ebony Big Band: Live at the Paradiso - Robert Graettinger 1998